# Maxomys inas
Maxomys inas là một loài động vật có vú trong họ Chuột, bộ Gặm nhấm. Loài này được Bonhote mô tả năm 1906.